# モンティ・ダビドフ
モンティ・ダビドフ（Monte Davidoff, [ˈmɒnti ˈdeɪvɪdɒf]、1956年 - ）は、アメリカ合衆国のプログラマである。
ダビドフはウィスコンシン州グレンデール出身である。1974年にグレンデールのニコレット高校を卒業し、ハーバード大学に進学した。大学では、計算機科学を含む応用数学を専攻した。1978年にハーバード大学を卒業した。
大学時代、同級生のビル・ゲイツを手伝って、Altair BASIC用の浮動小数点演算ルーチンを書いた。このルーチンはその後、Microsoft BASICで再利用され、その浮動小数点数の表現法はMicrosoft Binary Format(MBF)と呼ばれている。
大学卒業後はハネウェル・インフォメーション・システムズでMulticsプロジェクトに関わったほか、タンデムコンピューターズ、レディ・システムズ、ストラタスコンピュータに勤務した。2000年にAlluvial Software社を設立し、コンサルタント業を行っている。